# عینسیل
عینسیل (به ترکی استانبولی: Eynesil) شهری است در کشور ترکیه که در استان گره‌سون واقع شده‌است. جمعیت این شهر بر اساس سرشماری سال ۲۰۰۸ میلادی ۸٬۲۱۶ نفر و بر اساس برآوردهای سال ۲۰۰۹ میلادی ۸٬۴۶۲ نفر می‌باشد.